# Gompholobium confertum
Gompholobium confertum là một loài thực vật có hoa trong họ Đậu. Loài này được (DC.) Crisp miêu tả khoa học đầu tiên.